# Абу-Сеид (Тимурид)
Абу-Сеид (Абу-Саид) (1424—1469) — правитель, правнук Тимура, последний султан объединённого тимуридского государства.

## Биография
Абу Сеид родился в семье тимурида Султан Мухаммеда, сына Миран-шаха. Принимал участие в междоусобных войнах Тимуридов.

## Захват Самарканда
В напряжённой междоусобной борьбе Абу-Сеид, как и многие тимуриды прибег к помощи кочевых узбеков, возглавляемых Абу-л-Хайром. Могущественный правитель кочевников лично возглавил поход на Самарканд, состоявшийся летом 1451 года. 10 июня 1451 года в местности Кутван в современной Булунгурской степи у села Шираз произошло сражение между Абу-Сеидом и Абдулла ибн Ибрагим султаном. Абдулла ибн Ибрагим потерпел полное поражение и был убит по приказу Абу Сеида. Когда войско подошло к Самарканду, Абу Саиду стало жаль разорять богатый город, тогда он обманом покинул Абу-л-Хайра и со свитой вошёл в город, не пустив туда своих союзников. Абу-л-Хайр получил от Абу Сеида богатые дары и ему была отдана в жёны Рабия Султан-бегим, дочь Улугбека

## Взятие Герата
После смерти Абу-л-Касима Бабура 21 января 1457 года междоусобицы обострились. Ибрагим Мирза, сын Ала уд-Далы, который содержался под стражей в Мазандаране, бежал и в сентябре 1457 г. овладел Гератом. Против него выступил Абу Сеид, которого поддержал правитель Балха Шейх-хаджи. На левом берегу Аму-Дарьи они разбили Ибрагима, который укрылся в Бахризе, и Абу Сеид вступил в Герат 2 октября 1457 года, как победитель и законный правитель.
Однако вскоре в Балхе восстали сыновья Абд ал Латифа Мухаммад Джуки и Мирза Ахмад. Абу Сеид выступил из Герата против них и разбив их овладел Балхом. Абу Сеид остался в этом городе, чтобы иметь возможность выступить как в Хорасан, так и в Мавераннахр. Этим воспользовался Султан Ибрагим из Бахриза овладел Гератом. В это время объявился пропадавший в Дешт-и-Кипчаке отец Ибрагима Ала ад-Доулэ. 23 апреля 1458 года он занял трон в Герате. Однако уже в середине декабря он бежал под натиском туркмен Кара-Коюнлу под командованием Джахан-шаха.
Борьба Абу-Сеида с туркменами была удачней, 16 декабря 1458 года он окончательно овладел Гератом. Позднее Абу-Сеиду удалось разбить объединившихся Ала ад-Доулэ, его сына Ибрагима и союзника, правителя Мерва Султана Саджара. Тогда он установил свою власть над Астрабадом и Мазандараном.

## Абу Сеид и архитектурное строительство
При правлении Абу Сеида были построены архитектурные памятники в Самарканде и Герате. В Самарканде им был построен Мавзолей Аксарай, а его женой был построен мавзолей Ишратхона.

## Борьба с Мухаммедом Джуки и Султаном Хусайном
К началу 1460-х годов Абу-Сеид восстановил ядро империи Тимура. Он получает признание от соседей. Вместе с тем его основной конкурент в борьбе за трон Мухаммед Джуки находится в это время у хана кочевых узбеков Абу-л-Хайра. Летом 1460 года восстаёт правитель Систана эмир Халил и одновременно Султан Хусайн выступает из Мазандарана на Хорасан. Абу-Сеид выступает против них. В это время Мухаммед Джуки с помощью кочевых узбеков овладел рядом городов (Ясы, Ташкент, Сайрам, Ахсикент, Шахрухия) на сторону Мухаммеда перешли многие эмиры Абу-Сеида и он овладел почти всем Мавераннахром, за исключением Самарканда, Бухары и некоторых других городов.
17 января 1461 года Абу-Сеид направил к Самарканду войско под командованием Муизза ад-Дина Ширази, а 13 марта выступил лично. Мухаммед уклонился от боя и укрылся в хорошо устроенной крепости Шахрухии. Союзные узбекские войска покинули Мухаммеда. Четырёхмесячная осада крепости Абу-Сеидом не дала результата и он отступил в Хоросан, так как там сложилась критическая ситуация. Султан Хусейн вторгся со стороны Хорезма в Мазандаран, овладел Астрабадом. Военачальники, оставленные Абу Сеидом, эмиры Шейх-хаджи и Аллахверди, были убиты в сражении. Хусайн взял Гурган и осадил Герат. Абу Сеид отбросил Хусайна от Герата и овладел Мазандараном. Весной 1462 он вновь осадил Мухаммеда в Шахрухии. На этот раз осада длилась до 14 октября 1462 года. В крепости закончились запасы продовольствия и Мухаммед Джуки сдался на почётных условиях. Сначала условия соблюдались, но по прибытии в Герат, его заточили в тюрьму, где он и умер в 1464 году.
Основным противником Абу-Сеида остался Султан Хусейн, который овладел Хорезмом. Абу-Сеид готовился к походу на него и зиму 1464/65 гг. провёл в Мерве. Однако поход на Хорезм не состоялся. Абу-Сеид вернулся в Герат, вероятно, в связи с начавшейся в Азербайджане войной между Джахан-шахом и его сыном Пир Будагом.
Абу Сеид погиб в 1469 году во время похода в Азербайджан. После его гибели Гератом овладел султан Хусейн Байкара. А в Самарканде к власти пришёл его сын Султан Ахмед мирза.

## Борьба с Ак-Коюнлу и смерть
Ак-Коюнлу поддерживало связи с Тимуридами. Но отношения испортились из-за стремления царя Абу Саида захватить Ак-Коюнлу. Он хорошо подготовил войско и собрал большую армию для нападения. Узун Хасан отправил послов, чтобы напомнить о былой дружбе и предотвратить войну, но Абу Саид продолжал двигаться. В Миянде войско встретила суровая зима 1468 года. Единственным выходом к спасению была область Мугань, где был тёплый климат. Но Узун Хасан занимал именно эту область. По дороге в Мугань, армия Абу Саида сильно пострадала и не имела сил для сражения. Абу Саид был вынужден бежать, но он был схвачен и приведён к Узун Хасану, который ждал его сидя на троне. Через несколько дней тимуридский беженец при дворе Ак-Коюнлу попросил об экстрадиции Абу Саида из-за кровной мести. Узун Хасан выполнил его просьбу и тимурид казнил Абу-Саида. Позже палач Абу-Саида был посажен на гератский трон войсками Узун Хасана в качестве вассала.

## Дети
У Абу Саида было много сыновей и дочерей от разных жён. Абу Саид женился на дочери главы Узбекского улуса Абулхайрхана Хан-заде бегим и от которой у него был сын Султан Мухаммад, позже похороненный в фамильном мавзолее тимуридов — Гур Эмире